# Багримово (Ярославская область)
Багри́мово — село в Переславском районе Ярославской области при речках Стрелице и Соболке.
Население на 1 января 2007 года — 3 человека.
Село дало название одноимённым остановочному пункту СЖД и садово-некоммерческому товариществу в 1 км к югу от него, расположенным в Александровском районе Владимирской области. В 2010-х годах оба объекта были переданы Владимирской области, граница между субъектами РФ пролегает в 250—400 метрах от северного торца платформы. Платформа открыта в 1914 году.

## История
В первый раз церковь здесь построена в 1705 году на средства местного помещика Стефана Астафьева Лопырёва и освящена во имя святого Николая Чудотворца. В 1735 году церковь обветшала, поэтому местный помещик капитан Давыд Лопырёв построил новую деревянную церковь во имя Николая Чудотворца с тёплым для зимнего времени приделом во имя святых Кирика и Иулитты. В 1779 году и эта церковь обветшала и вместо неё помещиками братьями Лопырёвыми и Николаем Редриковым построена была новая деревянная же церковь во имя святого Николая Чудотворца с приделом в честь Покрова Пресвятой Богородицы.
В 1835 году вместо деревянной церкви в Багримове устроен каменный храм с такою же колокольнею. Престолов в нём три: в холодном во имя святого Николая Чудотворца, в приделах тёплых в честь Покрова Пресвятой Богородицы и преподобного Симеона Столпника.

## Население
| 1859 | 1905 |
| ---- | ---- |
| 237  | 203  |

| 1859 | 1905 | 1926 | 2007 | 2010 |
| ---- | ---- | ---- | ---- | ---- |
| 237  | ↘200 | ↗230 | ↘3   | ↘2   |